# Arrondissement de Darmstadt-Dieburg
L’arrondissement de Darmstadt-Dieburg est un arrondissement (Landkreis en allemand) de Hesse (Allemagne) situé dans le district (Regierungsbezirk en allemand) de Darmstadt. Son chef-lieu est Darmstadt.

## Villes et communes
(nombre d'habitants au 31/12/2008)
| Villes (Städte) 1. Babenhausen (16 066) 2. Dieburg (15 179) 3. Griesheim (25 955) 4. Groß-Bieberau (4 574) 5. Groß-Umstadt (21 352) 6. Ober-Ramstadt (15 203) 7. Pfungstadt (24 483) 8. Reinheim (17 090) 9. Weiterstadt (siège : Riedbahn) (24 274) | Communes (Gemeinden) 1. Alsbach-Hähnlein (siège : Alsbach) (9 167) 2. Bickenbach (5 409) 3. Eppertshausen (5 829) 4. Erzhausen (7 370) 5. Fischbachtal (siège : Niedernhausen) (2 669) 6. Groß-Zimmern (13 877) 7. Messel (3 813) 8. Modautal (siège : Brandau) (4 937) 9. Mühltal (siège : Nieder-Ramstadt) (13 852) 10. Münster (Hessen) (13 852) 11. Otzberg (siège : Lengfeld) (6 373) 12. Roßdorf (12 164) 13. Schaafheim (8 953) 14. Seeheim-Jugenheim (siège : Seeheim) (15 952) |